# 洛宗
洛宗（法語：Lozon，法語發音：[lozɔ̃]）是法国芒什省的一个旧市镇，属于圣洛区。2016年，洛宗与市镇马里尼合并为新市镇马里尼勒洛宗。

## 地理
洛宗（49°8'33"N, 1°15'46"W）面积8.86 平方千米，位于法国诺曼底大区芒什省，该省份为法国西北部沿海省份，西、北、东北三面环大西洋，东起顺时针与卡爾瓦多斯省、奧恩省、马耶讷省和伊勒-维莱讷省接壤。
与洛宗接壤的市镇（或旧市镇、城区）包括：勒梅尼勒维戈、欧特维尔拉吉沙尔、弗热尔、马里尼勒洛宗、勒梅尼勒厄里、洛宗河畔蒙特勒伊、洛宗河畔勒米伊、马里尼。

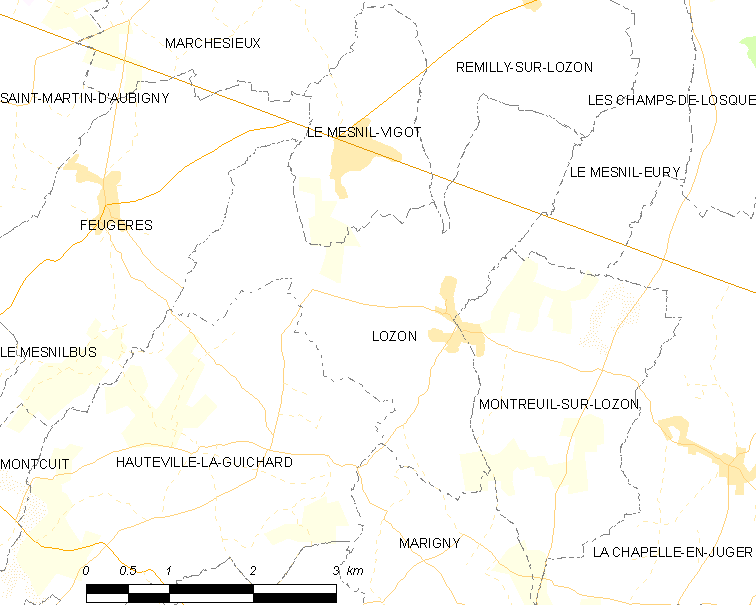
洛宗的OSM定位图

洛宗的时区为UTC+01:00、UTC+02:00（夏令时）。

## 行政
洛宗的邮政编码为50570，INSEE市镇编码为50280。

## 政治
洛宗所属的省级选区为圣洛第一县。

## 人口

1962-2008年间洛宗人口变化图示

洛宗于2018年1月1日时的人口数量为300人。